# 月ヶ瀬梅林

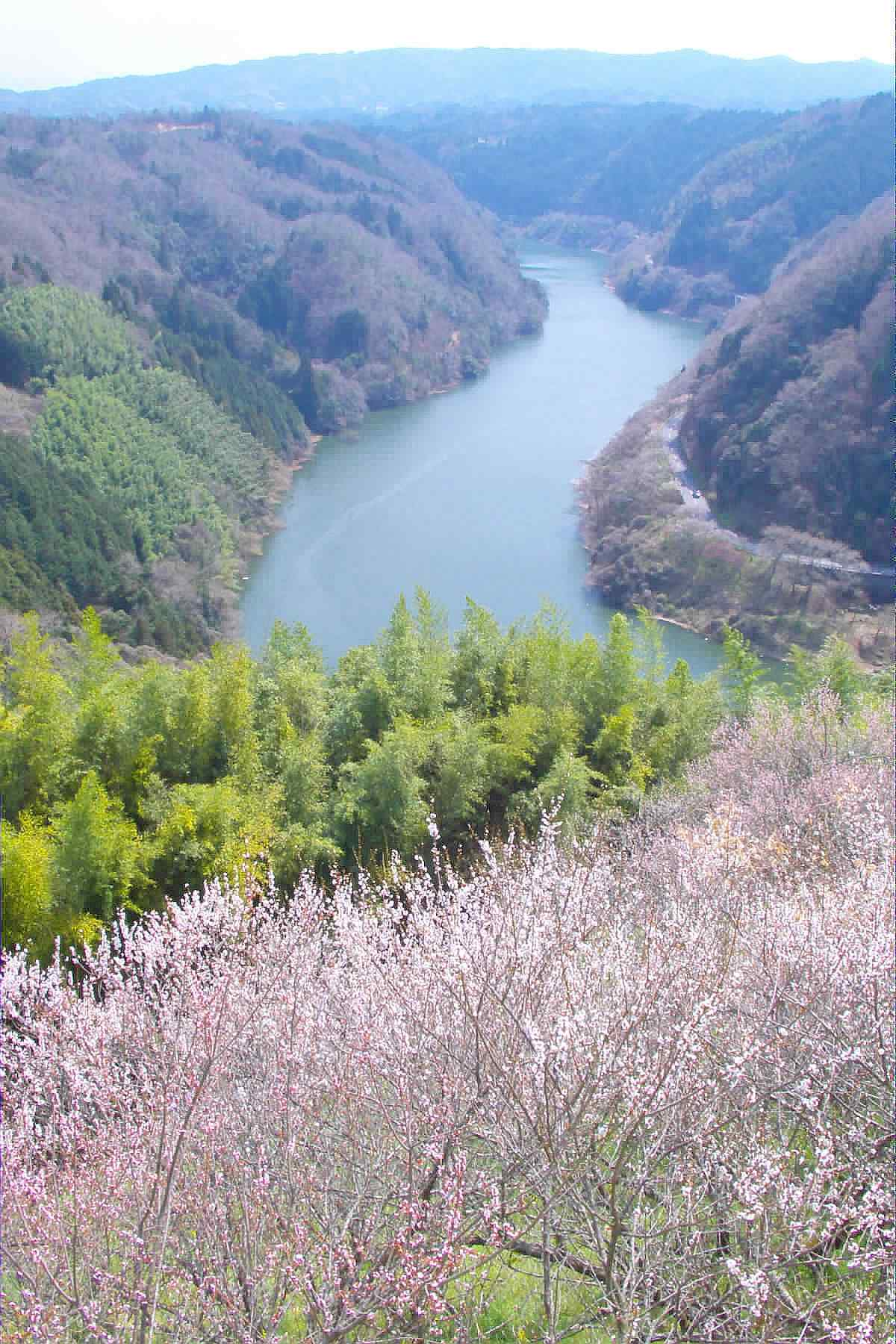
月ヶ瀬梅林

月ヶ瀬梅林（つきがせばいりん）は奈良県奈良市月ヶ瀬尾山とその周辺に位置する梅林である。五月川の渓谷沿いに梅の木が広がる様から月ヶ瀬梅渓とも呼ばれる。古くから有名な梅林で、日本政府が最初に指定した名勝の一つである。2007年現在、約1万3千本の梅が栽培されている。

## 現況

### 地勢

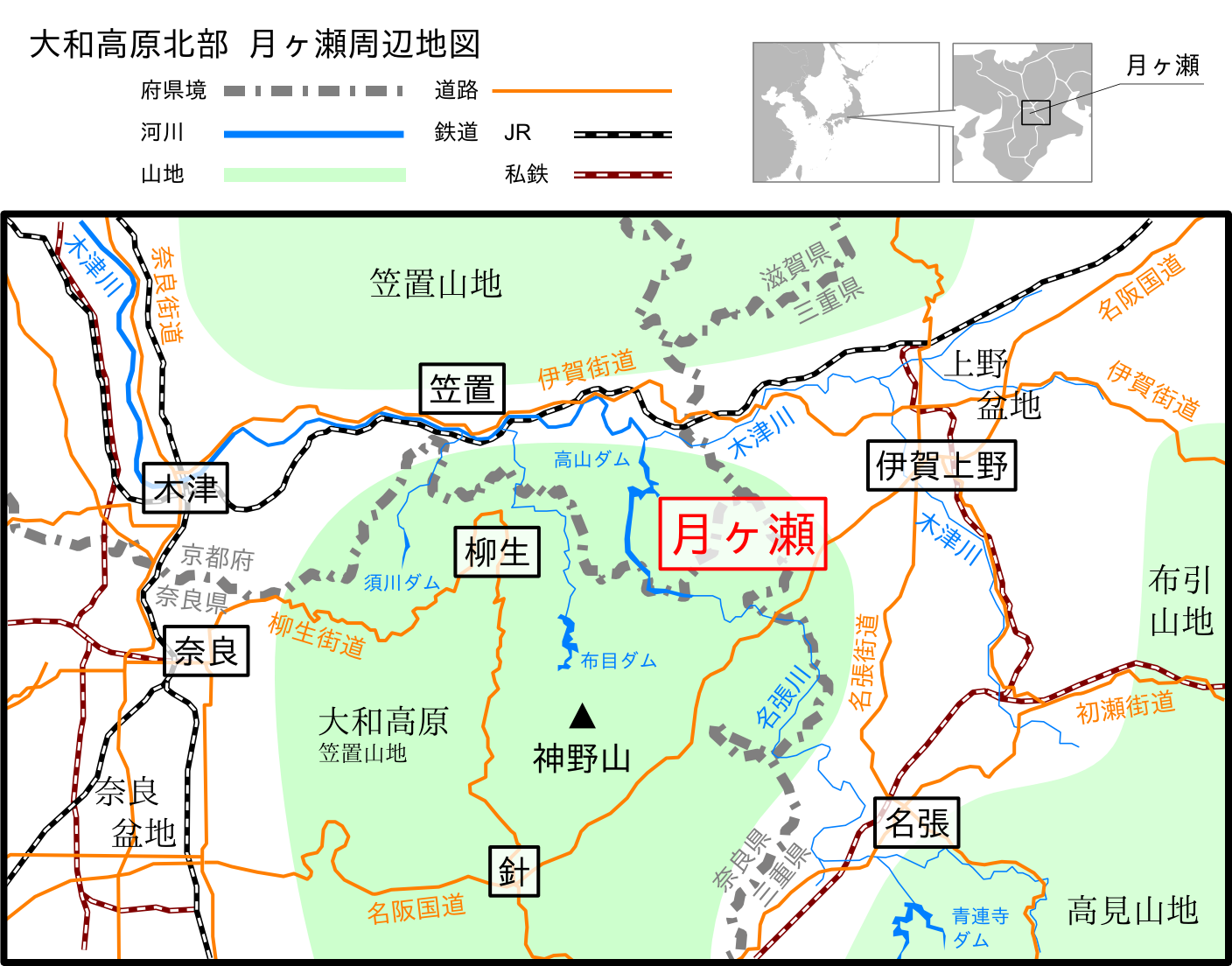
月ヶ瀬周辺地図

月ヶ瀬周辺衛星画像

月ヶ瀬梅林は奈良盆地と伊賀盆地の境に広がる大和高原の北側、京都・三重・奈良府県境付近に位置する。奈良市中心部からは東に約30キロメートル、三重県伊賀市中心部からは南西に約12キロメートルの距離にある。大和高原北側の府県境付近は木津川水系名張川の渓谷が続いており、特に月ヶ瀬梅林のある名張川下流域は五月川と呼ばれ、深いV字谷を形成している。
月ヶ瀬梅林はこのV字谷の斜面に広がる梅林である。「月ヶ瀬梅渓」と呼ばれる所以となった雄大な渓流は高山ダムの完成（1969年）によりダム湖の底に沈んだが、近年はその月ヶ瀬湖の湖水と梅林が調和し、新たな景観を形成している。
月ヶ瀬梅林は海抜200メートルから300メートルの高原である。高原の影響を受けるため、月ヶ瀬梅林に生育する梅の開花期は奈良市中心部よりも半月ほど遅れ、3月の中旬から下旬に満開となることが多い。

### 梅林の用途
明治時代に入るころまで月ヶ瀬は烏梅（若い梅の実の燻製。紅花染めに必要な材料。）の一大生産地であり、月ヶ瀬梅林は烏梅の原料となる梅の実を収穫する用途で規模を拡大していった。最盛期の江戸時代には約10万本の梅の木が成育していたとされる。
20世紀に入ると合成染料の発達により、烏梅はほとんど生産されなくなったため、月ヶ瀬梅林は観光資源として利用や食用の青梅の栽培に軸足を移した。

### 梅林の規模・栽培種
1950年の名勝再指定時に月瀬梅林として指定された梅林の規模は旧月ヶ瀬村全体で 畑573筆、約10町3反8畝（約104km2）、梅樹3108本である。2007年現在、この指定上の規模が変更されていないとの報道がある。1988年の月ヶ瀬梅渓保勝会概要によると、月ヶ瀬梅林保勝会管理対象の梅樹は約1万本とあり、名勝に指定されていない梅樹が相当数栽培されている。月ヶ瀬村を合併した奈良市は2007年までに梅林の規模や衰退状況等を正確に調査した上「保存管理計画」を取りまとめる予定である。
また「指定統計第26号『農林業センサス』」によると2000年の時点で旧月ヶ瀬村には約5.6ヘクタール（56 km2）の農業用梅林が存在し、21戸の農家がウメを栽培しているとされる。ただし、農林業センサスの記録からは月ヶ瀬梅渓保勝会の管理対象に農業用梅林が含まれるか否かは読み取れない。
月ヶ瀬梅林で栽培されるウメの種類に関しては1957年に発表された「名勝月瀬学術調査」において「月ヶ瀬梅林では、梅の実の収穫量の多い遅咲きのウメばかりを栽培したために『春に先駆けて咲く梅の花』の魅力を感じられなくなった（大意）」との考察がなされている。
烏梅生産末期の明治時代ごろまでは未改良の野性的な品種のウメが栽培されていた。野生種の梅果はクエン酸等の含有量が多く、烏梅の利用目的には適していた。しかし、酸味が強いため食用青梅としては市場から歓迎されず、烏梅から食用青梅生産に軸足を移す足かせになった。結果的に多くの梅樹が伐採され、桑畑や茶畑に転作されていった。

### 政府・自治体の保護
- 名勝「月瀬梅林」
  - 1922年3月8日 - 史蹟名勝天然紀念物保存法により指定。内務省告示第49号[6]。日本政府が初めて指定した名勝の一つ。
  - 1950年 - 文化財保護法施行により指定更新。
- 奈良県立月ヶ瀬神野山自然公園
  - 1975年7月1日 - 指定。奈良県告示第178号。
- 月ヶ瀬桃香野のウメの古木
  - 19xx年 - 月ヶ瀬村指定文化財に指定。
  - 2006年3月6日 - 奈良市指定文化財に指定[7]。
- 月ヶ瀬桃香野奥ノ谷のウメの古木 (白髭の梅)
  - 2010年3月4日 - 奈良市の天然記念物に指定[8]。

### 表記

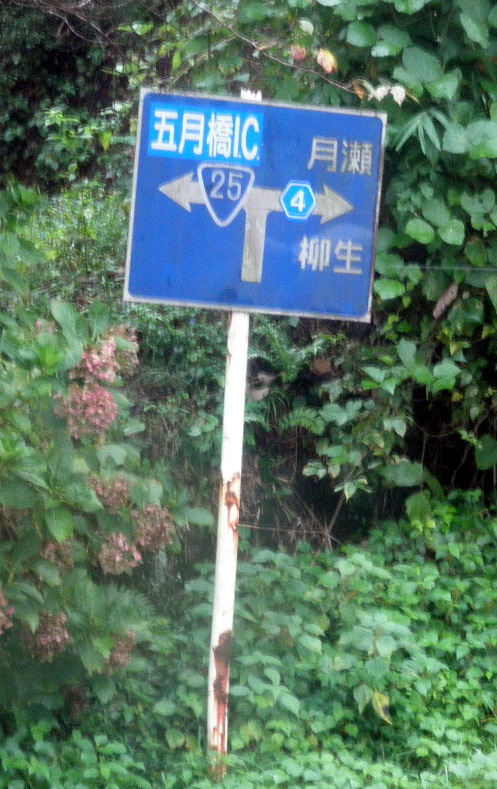
今も残る「月瀬」表示（五月橋）付近にて撮影

月ヶ瀬梅林の所在地、月ヶ瀬は「月ヶ瀬」「月ノ瀬」「月瀬」と複数の呼称・表記を持っている。2007年現在においても「奈良市月ヶ瀬月瀬（ならしつきがせつきせ）」という地名が現存している。この複数存在する呼称・表記の統一を図るため、1968年に当時の「月瀬村」は村名を「月ヶ瀬村」に変更した。
よって、「月ヶ瀬梅林」の表記は村名変更の前後で異なる。村名変更後は「月ヶ瀬梅林」の表記が一般的であり、『月ヶ瀬村史』においても「月ヶ瀬梅林」「月ヶ瀬梅渓」の表記で統一されている。しかし、名勝の指定名称には指定当時の「月瀬梅林」の表記が残っており、2007年現在「月瀬梅林」の表記は変更されていない。
※本記事では特に必要のある場合を除き、「月ヶ瀬村史」に従い「月ヶ瀬梅林」に統一して表記。

## みどころ

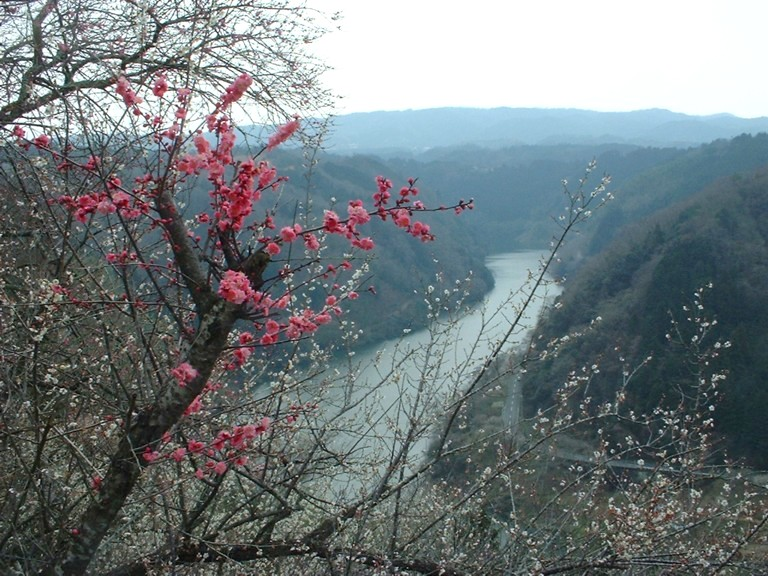
一目八景から梅と五月川を見下ろす

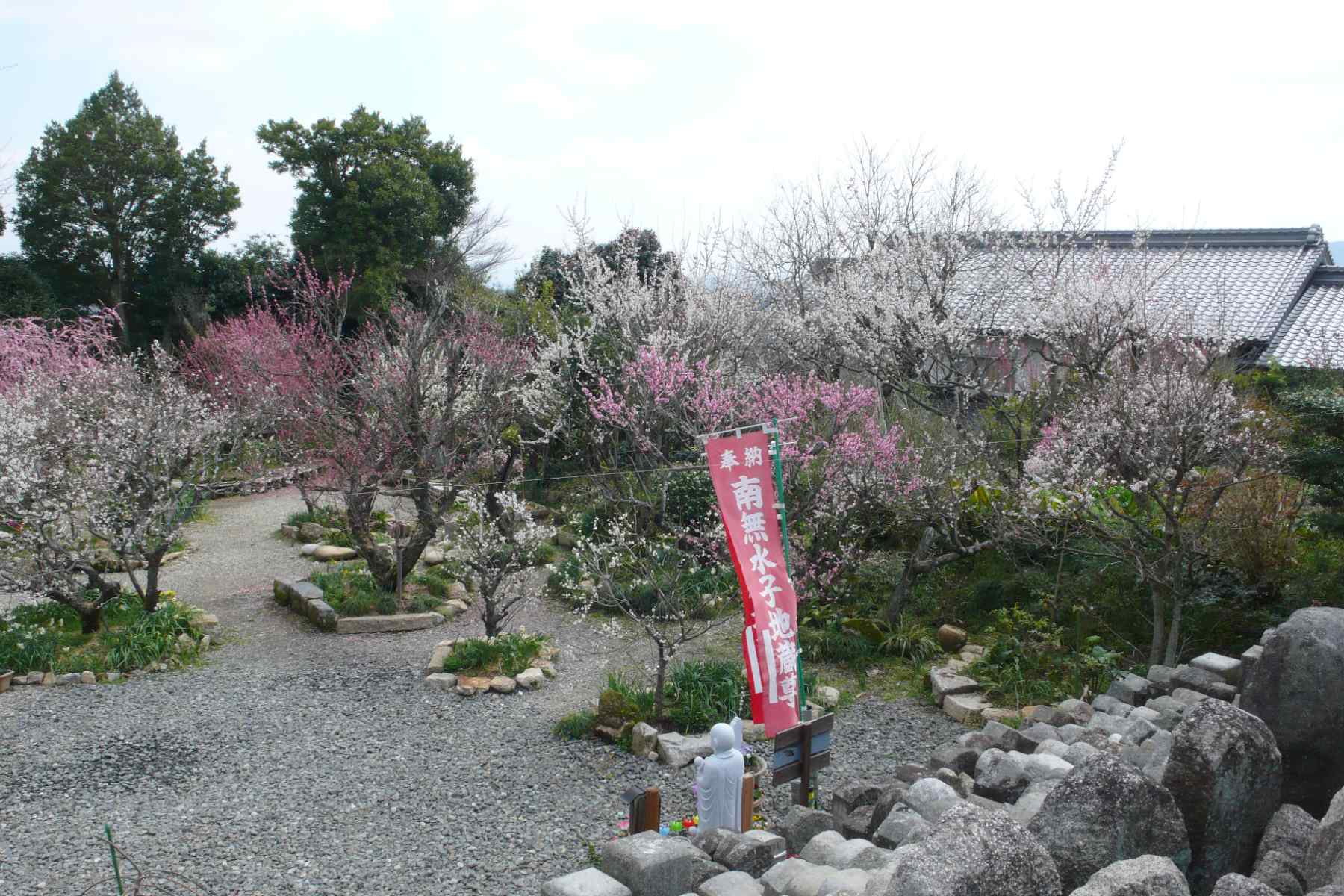
真福寺

月ヶ瀬梅林は月ヶ瀬尾山とその周辺に広がる梅林の総称で、実際には複数の梅林が存在する。ここでは「月ヶ瀬ウォーキングマップ」より梅林に関わりの深いみどころを抜粋して紹介する。
園生姫の碑月ヶ瀬の地に烏梅を伝えたとされる園生姫（そのおひめ）を記念する石碑である。
「名勝月瀬梅林」の石柱国の名勝に指定された際に建立された石柱である。
真福寺・一目八景五月川と梅林が織り成す景観が美しい場所である。
帆浦梅林一目八景と天神梅林との間にある梅林である。
天神神社・天神梅林天神神社は真福寺境内に建立された天神社である。記録上、月ヶ瀬で最古に梅を植樹した場所と言われている。
月瀬橋旧月ヶ瀬村の中央で五月川を渡る橋で1893年に初めて架橋された。初代月瀬橋は木造であった。現在の橋は高山ダム完成前に架橋された4代目の橋である。
鶯谷梅林月瀬橋北岸の梅林である。
こけいし梅林・一目万本・芭蕉句碑「春もやゝけしきとゝのふ月と梅」と刻まれているが、松尾芭蕉が月ヶ瀬の地に来た事実を実証する資料は存在せず、本当に芭蕉の句であるか否かははっきりしない。
龍王梅林・龍王の滝龍王の滝は役行者の修行の地であったと伝わる。
桃仙の梅月ヶ瀬梅林で一番の古木であり、旧月ヶ瀬村指定文化財である。奈良女子大学教授の菅沼孝之により樹齢600年と査定されている。
雲景山梅林月ヶ瀬桃香野に位置する梅林である。

## 歴史

### 起源
月ヶ瀬梅林の起源は古く、1205年（元久2年）に真福寺境内に天神社を建立する際、菅原道真の好んだ梅を植樹したとの口伝が残っている。この記録の真偽は定かではないが、「桃仙の梅」が樹齢600年と推定されることから、月ヶ瀬梅林の起源は少なくとも600年前にさかのぼるのではないかと考えられている。

### 烏梅伝来
1331年に起こった元弘の乱で大敗を喫した後醍醐天皇が笠置山から撤退する際、一緒に逃げてきた女官の一人が月瀬に滞在した。その女官が熟れた梅の実を見て月瀬の民に京で使用される紅花染め用の烏梅の製法を教えたという伝承が残る。その約100年後の15世紀ごろには五月川流域一帯は烏梅を作るための梅林で埋め尽くされたという。
深い渓谷にある月瀬の村々には耕作地として利用できる土地に乏しく、厳しく取り立てられる上納米を納める余裕がなかった。そこで換金作物である烏梅を生産し、烏梅の販売金を銀納した。耕作地として利用できない斜面で烏梅に用いる梅を栽培し、限られた耕作地では自給食料を生産することで自らの生活を守ったのである。

### 最盛期

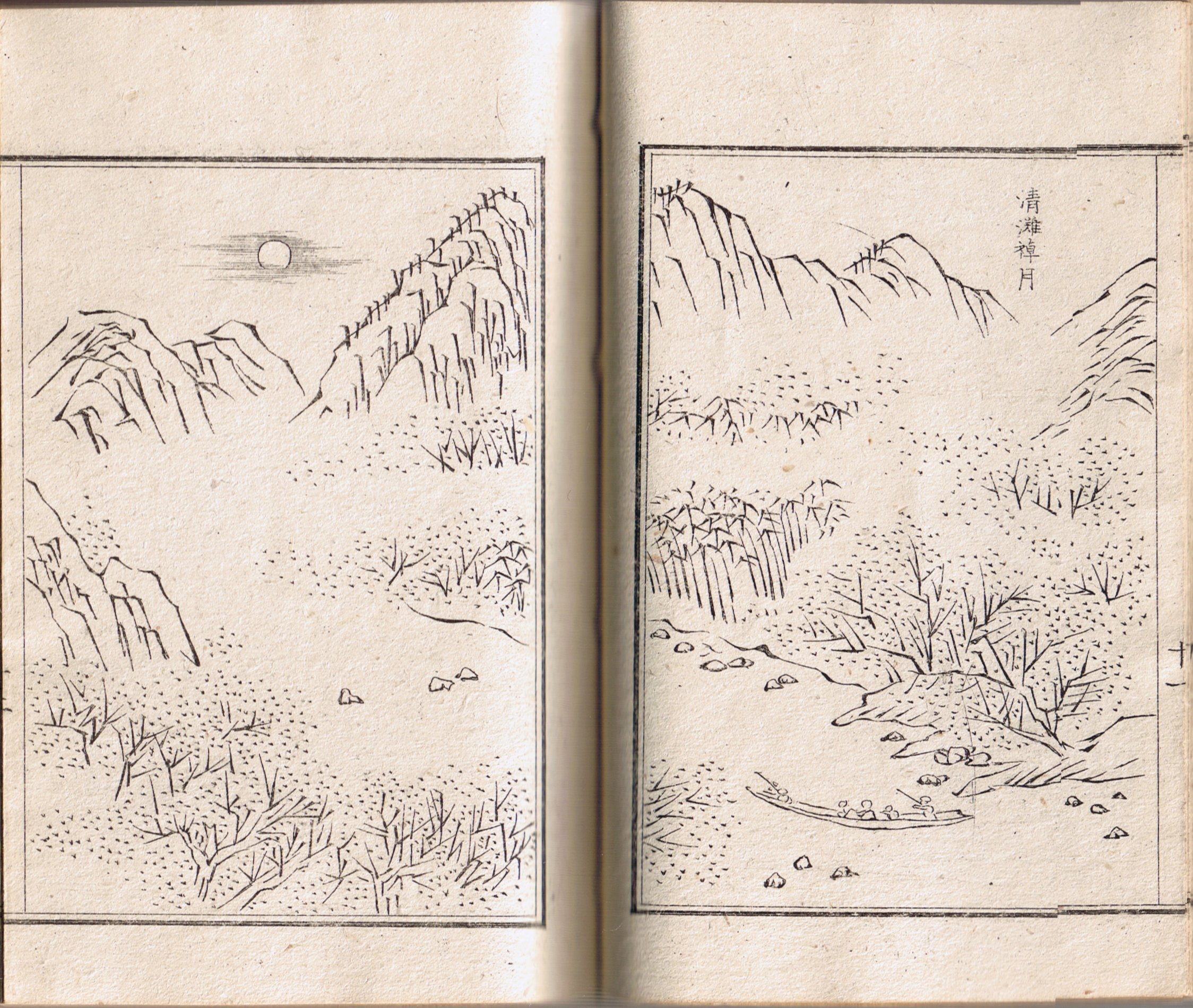
江戸時代の月ヶ瀬梅渓のスケッチ（明治時代の模写）

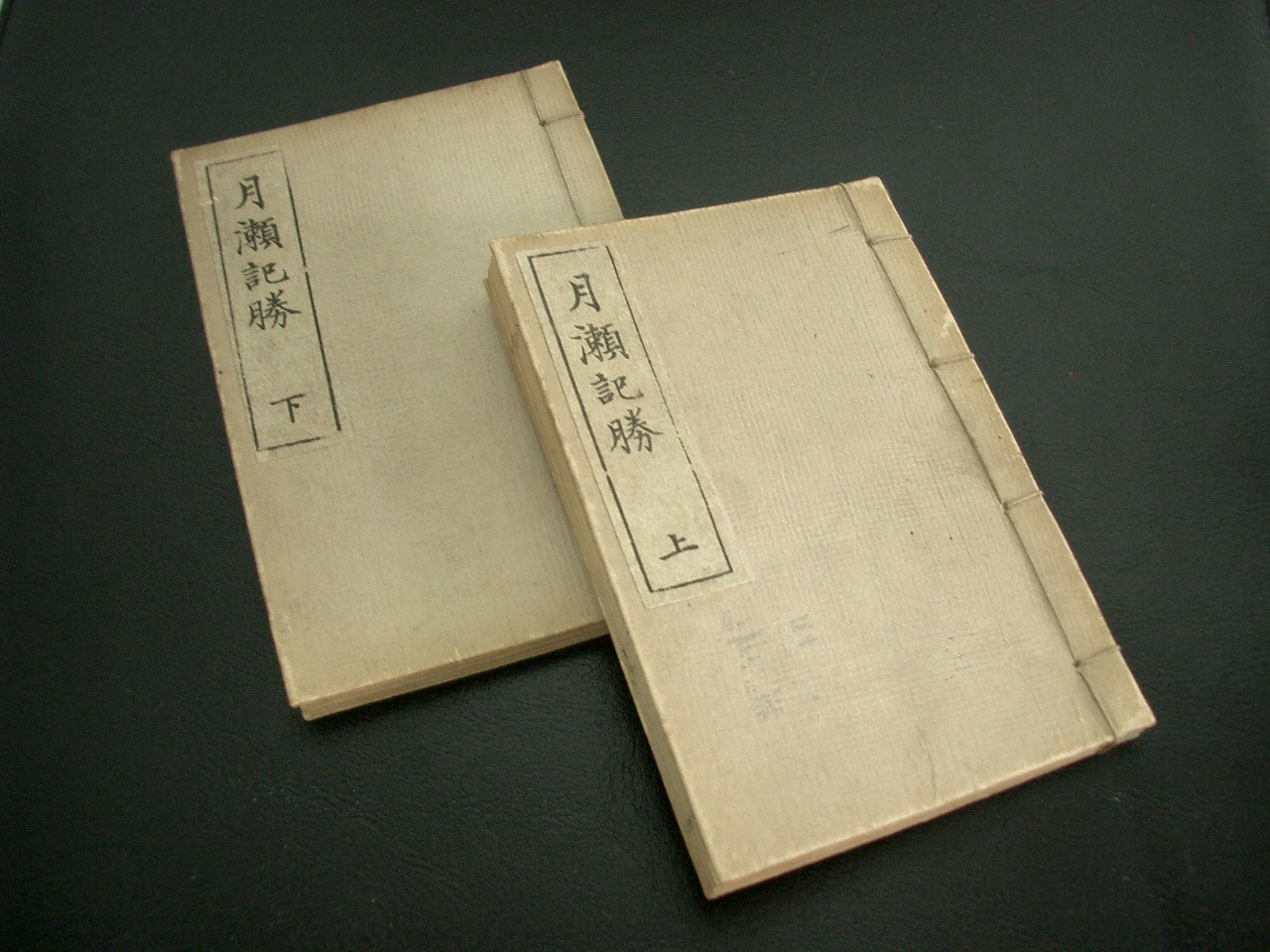
『月瀬記勝』の携帯型写本
1884年（明治17年）鹿田静七 刊

月ヶ瀬梅林が文献上はじめて紹介されるのは江戸時代に入ってからである。1772年に神沢其蜩が著した『翁草』において月ヶ瀬梅林が紹介された。続いて、1803年に大坂の儒学者である田宮仲宜が著した『東牖子』では挿絵を添えて紹介している。
当時の烏梅は収益率がよく、年によっては米や麦の数倍の値段となった。このため月ヶ瀬の住民は競って梅の植栽を行い、烏梅を生産した。享和、文化、文政年代の月瀬周辺に関わる借用書には梅木畑の入質記録が散見され、この時代には畑一面にまで梅が植えられていたことが窺える。1810年-1830年ごろ（文化、文政年間）の最盛期には、月ヶ瀬梅林には10万本近くの梅の木が栽培されていたとされる。

1819年、伊勢山田の学者であった韓聯玉が記した『遊月瀬記』では月ヶ瀬の光景を以下のように記している。
五月川の深い渓谷と万本の梅が織り成す絶景は次第に遠方にまで知れ渡るようになった。
月ヶ瀬梅林の名勝としての地位を不動にしたのは津藩の儒学者であった斎藤拙堂が1830年に著した書物『月瀬記勝（つきがせきしょう／げつらいきしょう）』の影響が大きい。拙堂やその同行者が月ヶ瀬を訪れて20年後に発刊された。「乾」「坤」の2巻からなる書物で全巻漢文・漢詩であり、要所に挿絵が入っている。拙堂やその同行者はこの書物の中で月ヶ瀬を激賞している。『月瀬記勝』は明治・大正時代に至るまで土産物店で手軽に購入できるガイドブックとして多くの人々にもてはやされた。また、1932年発刊の『師範漢文改制版・巻二』（明治書院）と題する師範学校の教科書に『月瀬記勝』の一部が使用された。21世紀初頭にも、大修館書店刊行の、『漢文名作選』に収録されている。

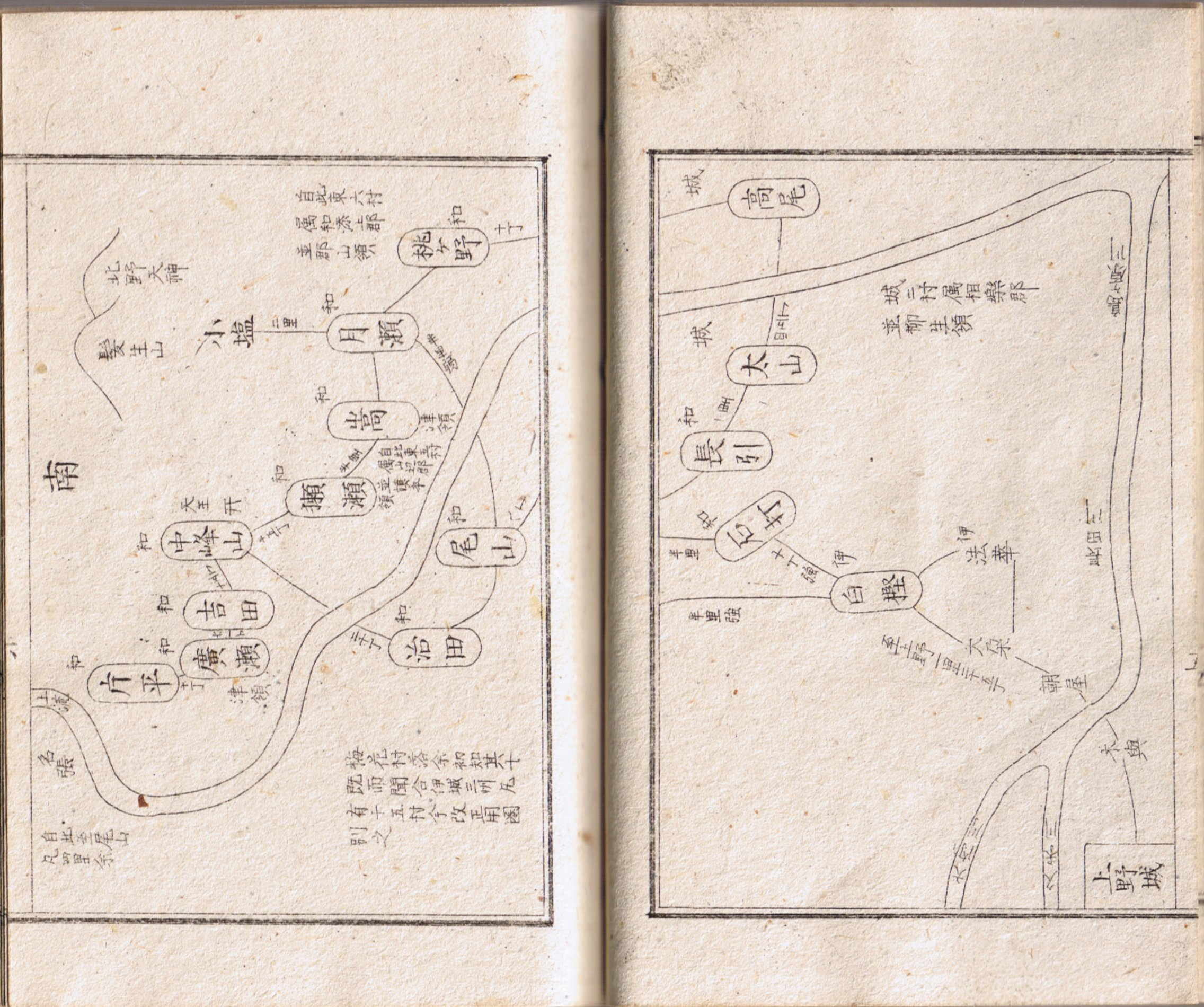
江戸時代ごろの月ヶ瀬周辺の地図（明治時代の模写）

### 衰退と保護
明治時代に入り合成染料が伝来すると、烏梅を用いた手間のかかる紅花染めは徐々に行われなくなり、烏梅の価格は暴落した。梅樹の手入れはおろそかになり、畑地に植えられていた梅は伐採されて他の作物に植え替えられていった。最盛期に10万本を誇った梅林は徐々に衰退してゆく。しかし、風光明媚な風景を求めて観光客はむしろ増えていった。月ヶ瀬梅林は徐々に一般の人々の観光地に変化していく。
一方、朽ちてゆく月ヶ瀬梅林を守るための保存活動が行われるようになった。上野町長を務めたことのある上野の事業家、田中善助は隣村の梅林を守るために「月瀬保勝会」を発足させた。しかし村民の意識の低さからか、梅林の伐採はおさまらず、月瀬保勝会の事業は頓挫した。
1889年、町村制施行により月瀬村が発足すると、奈良県知事税所篤や月瀬村長奥田源吉らは梅林の衰退を憂い、租税減免など、梅林保護の政策を実施した。熱意が功を奏し、月瀬村民は自主的に「月瀬保勝会」の運営を行うようになった。資金難から活発な事業を行えずにいたが、活動強化を目指し、1919年には「財団法人月瀬保勝会」として法人改組している。「財団法人月瀬保勝会」の設立と時を同じくして、月瀬村当局も梅林の保護に関心を持ち始め、政府に対して名勝指定への陳情を続けた。
以上の努力の結果により、1922年、当時の内務省は日本国が指定する初めての名勝に奈良公園、兼六園とともに「月瀬梅林」を指定した。
梅林の保護は軌道に乗り始めたかに見えたが、1937年ごろからの戦時統制の時代に突入すると食糧増産のために梅の木畑は半ば強制的に伐採され、耕作地に姿を変えた。そして、戦前は2万本といわれた梅の木は戦後は半分以下まで減少した。

### 高山ダム建設と新生月ヶ瀬梅林

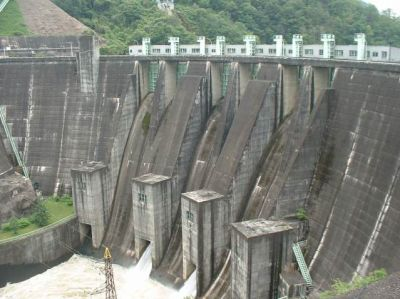
稼動中の高山ダム

1953年に当時の建設省から木津川総合開発計画が発表された。大阪平野を洪水から守るため、木津川支流に水量調節用のダムを建設する計画であった。この計画には名張川の高山ダムが含まれており、計画の実現は月ヶ瀬梅渓の水没を意味した。月ヶ瀬村では村を挙げての反対運動が行われ、奈良県やマスコミも声を上げたが、下流域の安全確保の大義の前にしてついに水没を回避することはできなかった。約10年間の交渉により梅林の復元と新生月ヶ瀬の再建を条件に高山ダムの建設工事は開始された。

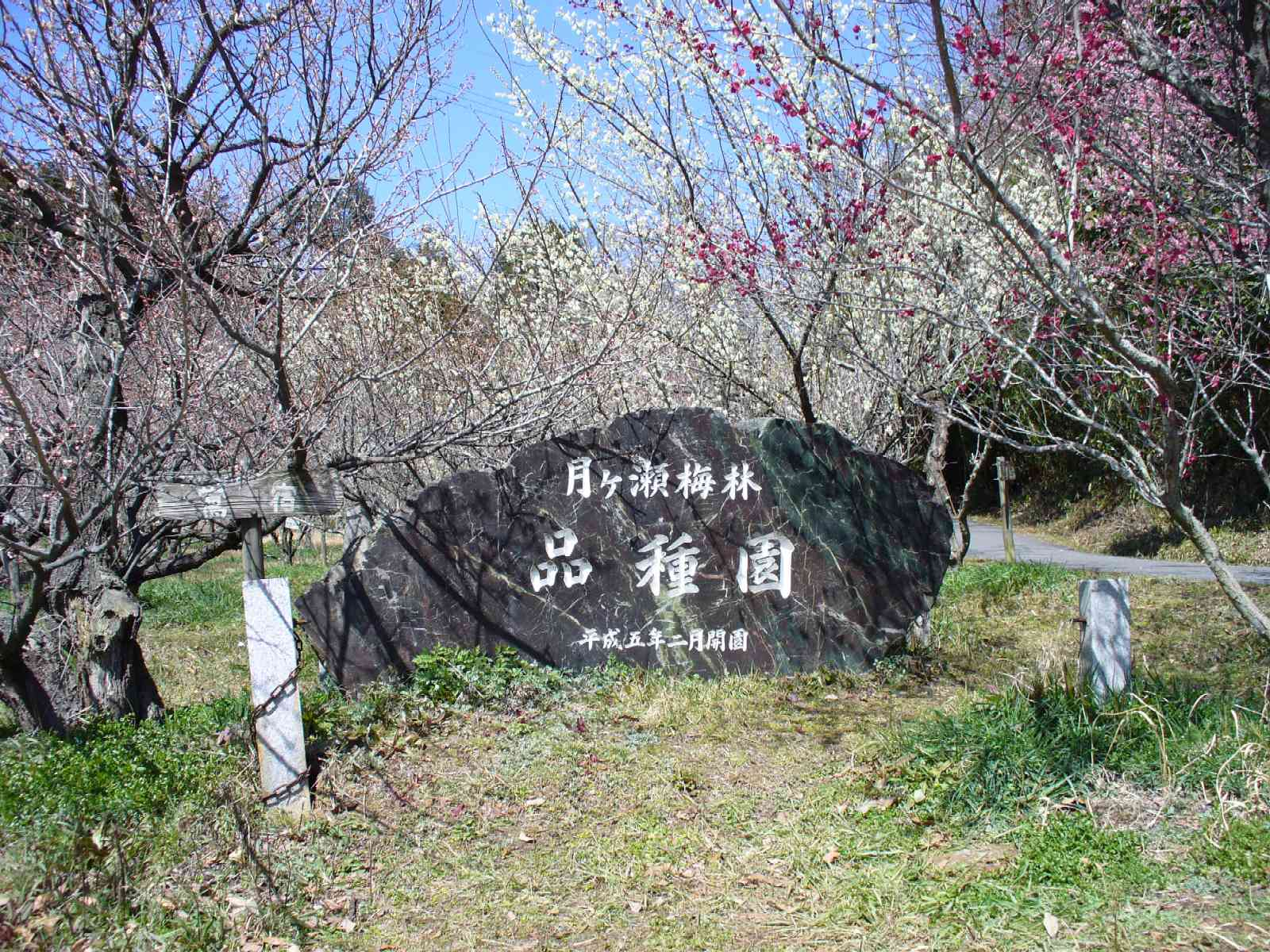
月ヶ瀬梅林品種園

高山ダムが完成すると約3800本の梅がダムの底に水没することになる。水没する梅林を補償するため、移植可能な古木を現在の月ヶ瀬尾山天神の森付近や月ヶ瀬嵩三山付近に移植した。また、月瀬村内各所に新たな梅林が設けられた。また、梅林を保護する立場である月ヶ瀬保勝会は戦中戦後の混乱から休眠状態に陥っていたが、新生月ヶ瀬梅林を盛り立てるために活動を再開した。
高山ダム工事中には、水没する前の月ヶ瀬の姿を一目見るために多くの観光客が押し寄せた。最盛期には1日当たり2 - 3万人の観光客で賑わった。ちょうど自家用車が普及し始めた時代であり、駐車場不足により中学校の校庭を駐車場に開放せざるを得ない状況であったという。
高山ダムは1969年に完成し、五月川の渓谷は月ヶ瀬湖に変貌した。渓谷が沈んだ後も月ヶ瀬梅渓保勝会や観光協会による梅林の管理保全、移植梅樹や幼木梅の育成が続けられている。また、月ヶ瀬梅林は1975年には奈良県立月ヶ瀬神野山自然公園の一部に指定された。名阪国道の開通や県道・広域農道の整備などにより交通事情が改善したこともあり、1988年には推定観光客10万人以上を見込める観光地となっている。今では月ヶ瀬湖の湖水と育成した梅樹が調和し、新生月ヶ瀬梅林が観光客の目を楽しませている。

## 交通
バスはJR奈良駅・近鉄奈良駅から奈良交通が、上野市駅から三重交通が出ているが、いずれも1日数本の運行である。観梅期には奈良方面からの路線が増便されるほか、月ケ瀬口駅と名張駅（桔梗が丘駅経由）からも臨時便が出る。